# Лаудър (остров)

Остров Лаудър (на английски: Lowther Island) е 85-ият по големина остров в Канадския арктичен архипелаг. Площта му е 145 км2, която му отрежда 132-ро място сред островите на Канада. Административно принадлежи към канадската територия Нунавут. Необитаем.
Островът се намира в централната част на протока Бароу, отделящ островите Корнуолис на север от Съмърсет на юг. Заедно със съседния остров Грифит, остроящ на 42 км на изток от него заема стратегическо положение в т.нар. „Северозападен проход“. На 43 км на североизток е големия остров Корнуолис, на 46 км на северозапад – остров Батърст, а на 35 км на юг – остров Ръсел. В близост до Лаудър са и два други по-малки острова – Гарет на 24 км на северозапад и Янг, на 25 км на югозапад.
Бреговата му линия с дължина 58 км е слабо разчленена. Има бъбрековидна форма, издължена от североизток на югозапад на 19,5 км, а максималната му ширина е 8,8 км.
Релефът на острова е хълмист с максимална височина от 162 м в североизточната част на острова. Има доста езера, а в някои понижения и котловини и малки ледници.
Островът е открит през август 1819 г. от английския полярен изследовател Уилям Едуард Пари. По-късно, поради стратегическото си положение по средата на т.нар. „Северозападен проход“ няколко британски експедиции на Френсис Макклинток (1852), Хенри Келет (1854) и др. изпратени за търсене на изчезналата експедиция на Джон Франклин, използват острова като основна база за походите си в различни посоки в Канадския арктичен архипелаг. Повече от 200 години островът остава безименен и чак през XX в. е кръстен в чест на английския благородник Хю Лаудър (1857-1944), 5-и граф на Лонсдейл.
|  | Тази страница частично или изцяло представлява превод на страницата Lowther Island в Уикипедия на английски. Оригиналният текст, както и този превод, са защитени от Лиценза „Криейтив Комънс – Признание – Споделяне на споделеното“, а за съдържание, създадено преди юни 2009 година – от Лиценза за свободна документация на ГНУ. Прегледайте историята на редакциите на оригиналната страница, както и на преводната страница, за да видите списъка на съавторите. ВАЖНО: Този шаблон се отнася единствено до авторските права върху съдържанието на статията. Добавянето му не отменя изискването да се посочват конкретни източници на твърденията, които да бъдат благонадеждни. |